# Art grotesque

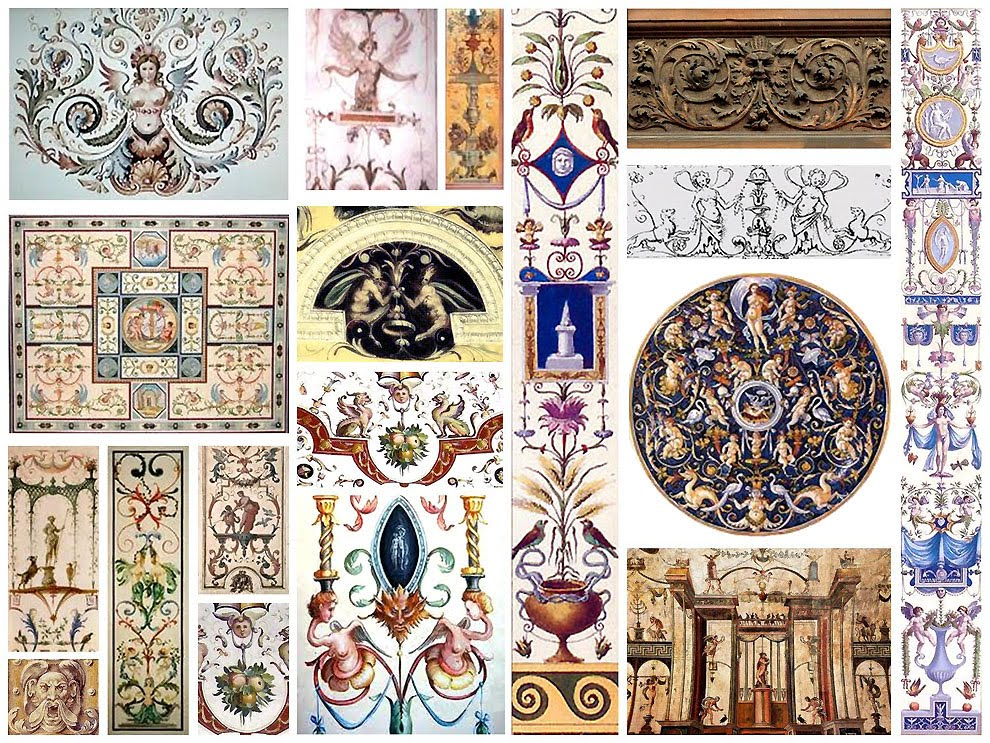
Motifs d'ornementation grotesque.

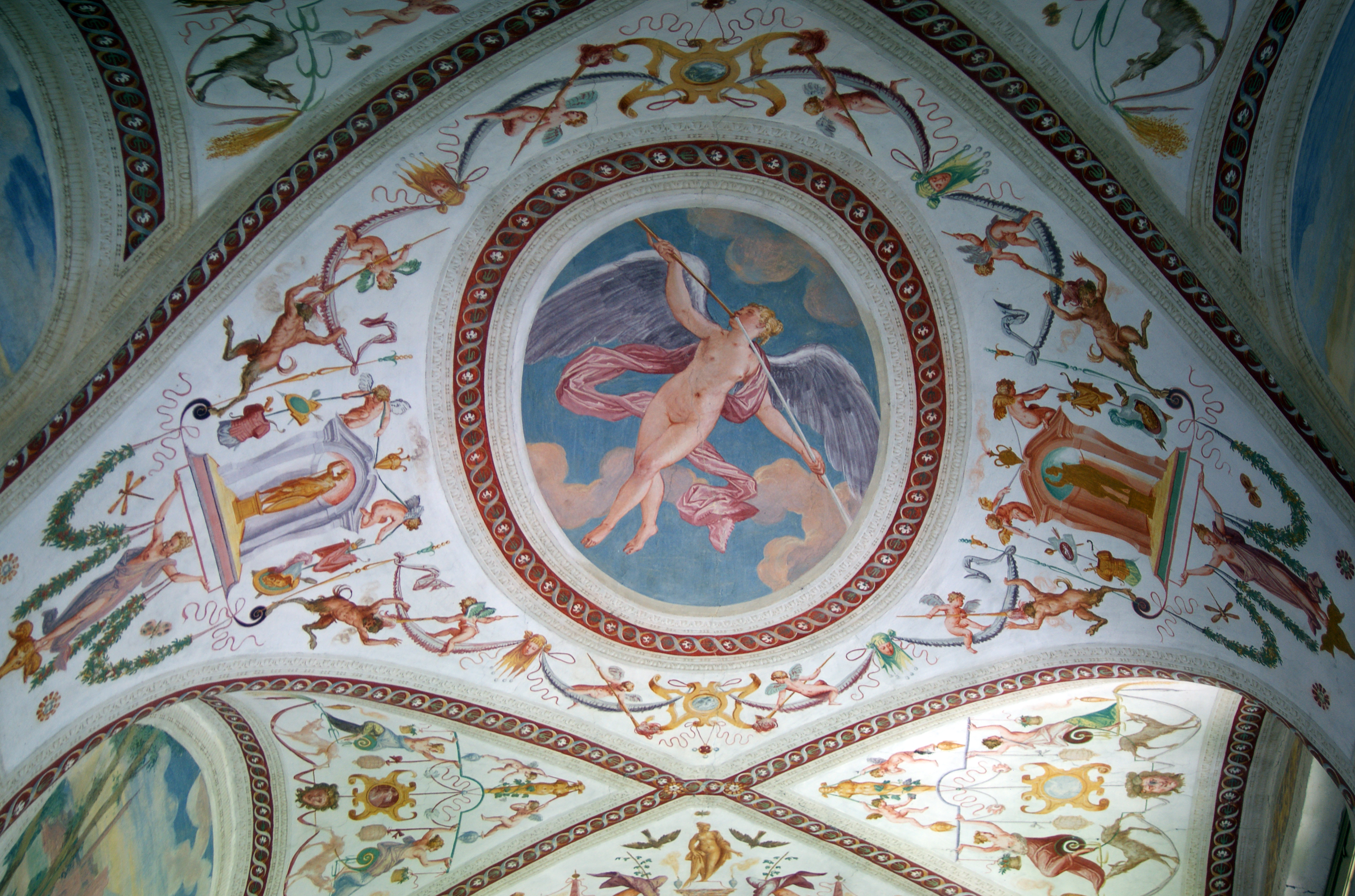
Plafond en grotesque à la villa Foscari.

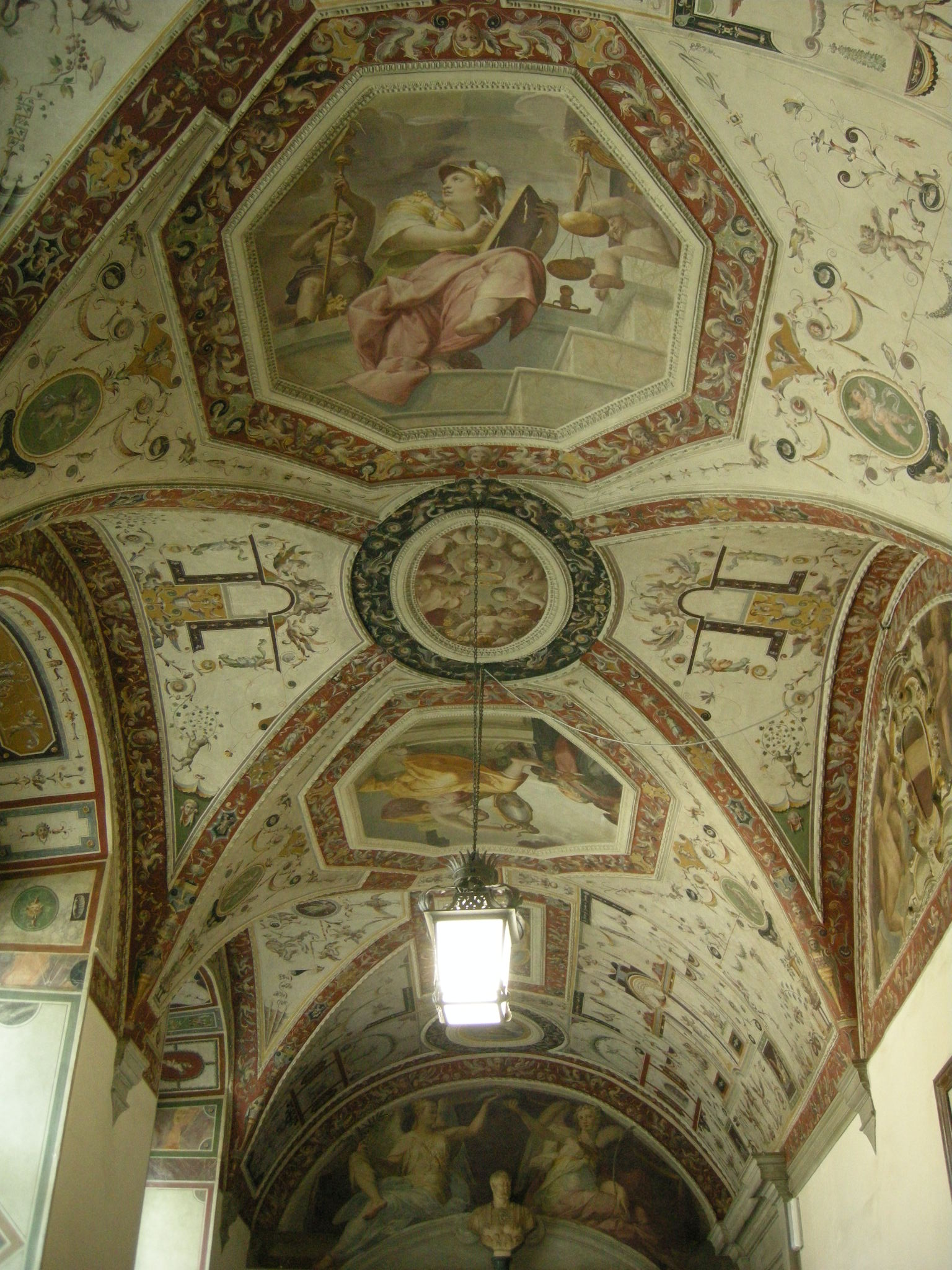
Palazzo Vecchio à Florence.

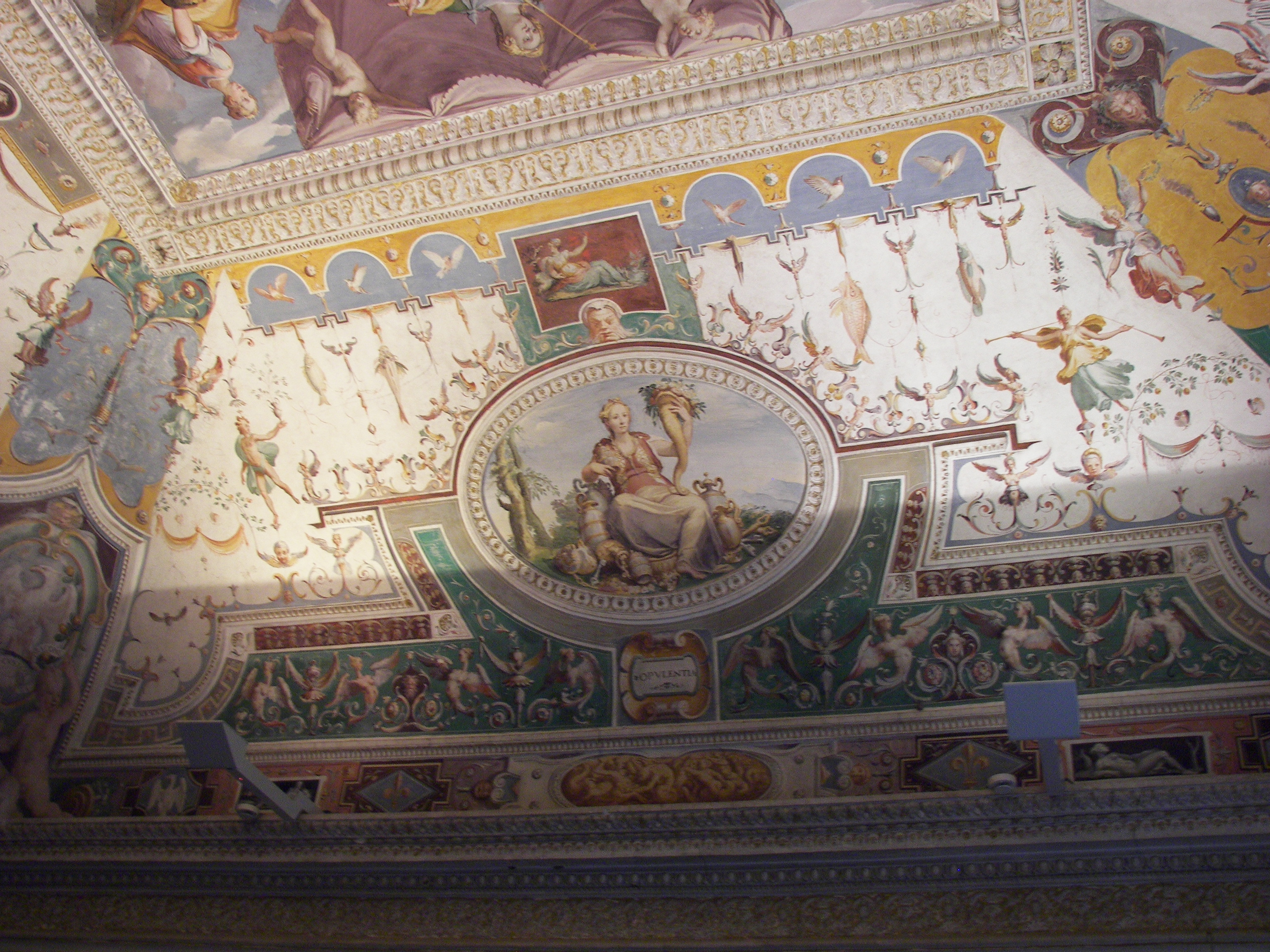
Villa d'Este à Tivoli.

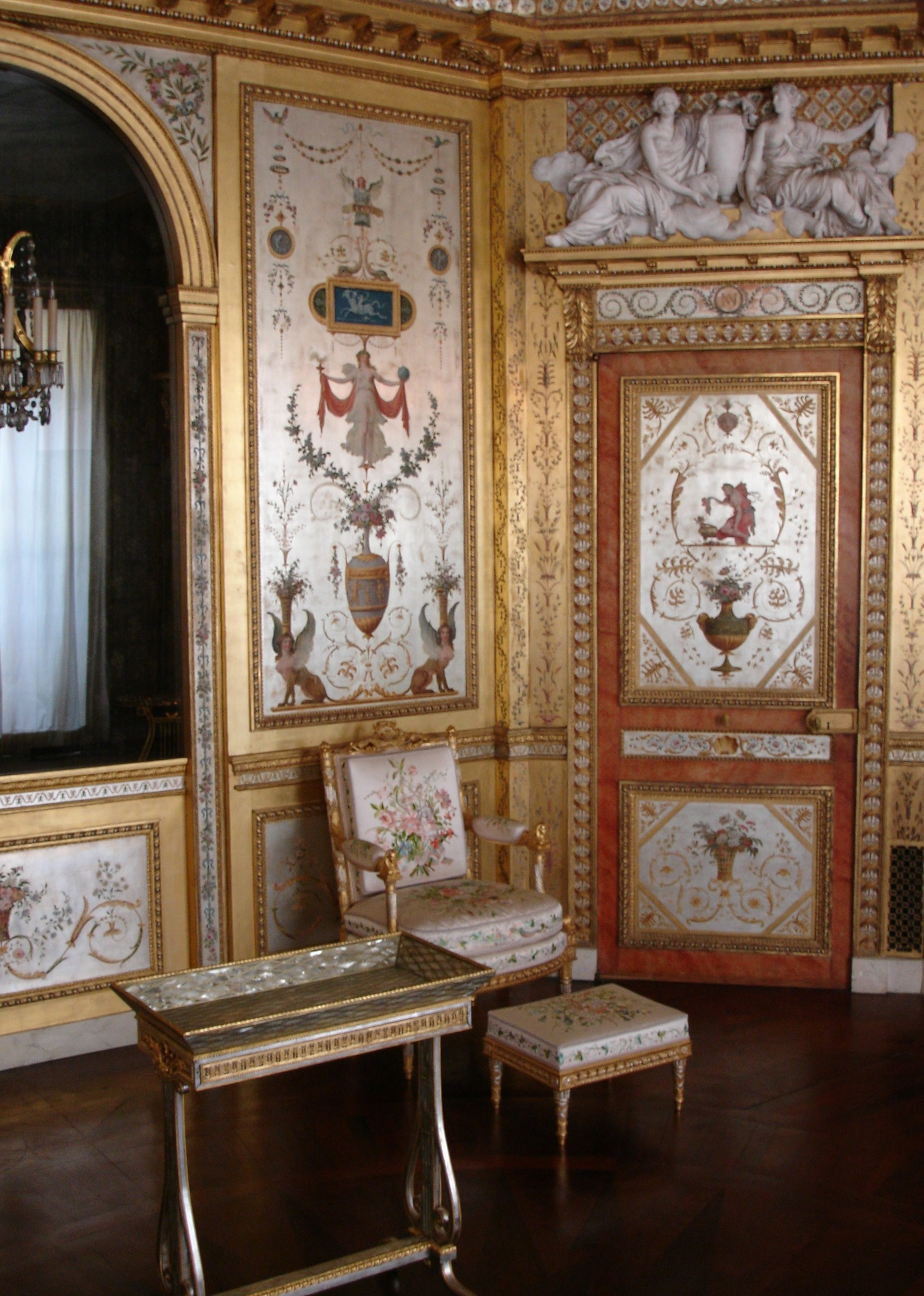
Boudoir de Marie-Antoinette au château de Fontainebleau.

L'art grotesque comprend des motifs d’ornementation peints, dessinés ou sculptés reproduisant des sujets de caractères bizarres ou formant des enroulements de feuillages en guise de colonnes dans l’entrelacement desquels apparaissent des figures extravagantes comme les mascarons, des personnages ou des animaux fantastiques ;  cet ensemble porte le nom d'architecture illusionniste.

## Histoire
Le terme se rapporte d'abord aux compositions décoratives réalisées par les artistes italiens de la Renaissance, en imitation de décorations antiques similaires.
L'origine et l'étymologie du mot grotesque proviennent de la découverte à Rome et dans ses environs, vers la fin du XVe siècle, de décors peints sur les murs de maisons romaines ensevelies depuis des siècles et redécouvertes enterrées, donc semblables à des grottes. Les ruines de l'antique palais de Néron, la Domus aurea (Maison dorée), attirent particulièrement les visiteurs à partir de 1480 environ. Ghirlandaio, Pinturicchio, Pérugin, Filippino Lippi et Signorelli mettent alors au point le système des grotesques. Ils s'inspirent de ces décors dans les marges de leurs fresques : Ghirlandaio dans la chapelle Tornabuoni à Florence, Signorelli à la chapelle San Brizio d'Orvieto, Pinturicchio à la Libreria Piccolomini de la cathédrale de Sienne.
La génération suivante poursuit les recherches : Vasari raconte que « Raphaël s'y rendit en compagnie de Giovanni da Udine et tous deux restèrent stupéfaits de la fraîcheur, de la beauté et de la qualité de ces œuvres. Il leur paraissait merveilleux qu'elles se soient conservées si longtemps ». Sous la direction de Raphaël, Giovanni da Udine donne une nouvelle dimension à cet art en remplissant des salles entières de compositions grotesques et en élargissant son répertoire graphique dans les loggias du palais du Vatican, de 1516 à 1519 environ.

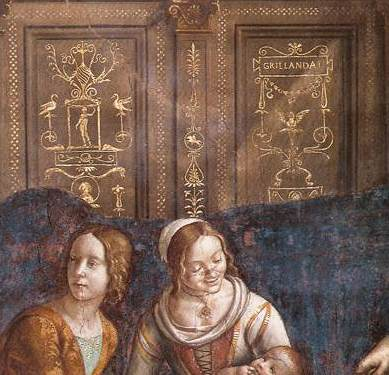
Ghirlandaio, Naissance de la Vierge (détail).
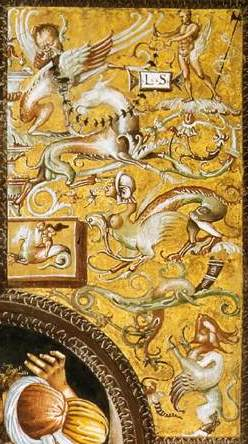
Signorelli, chapelle San Brizio (détail).
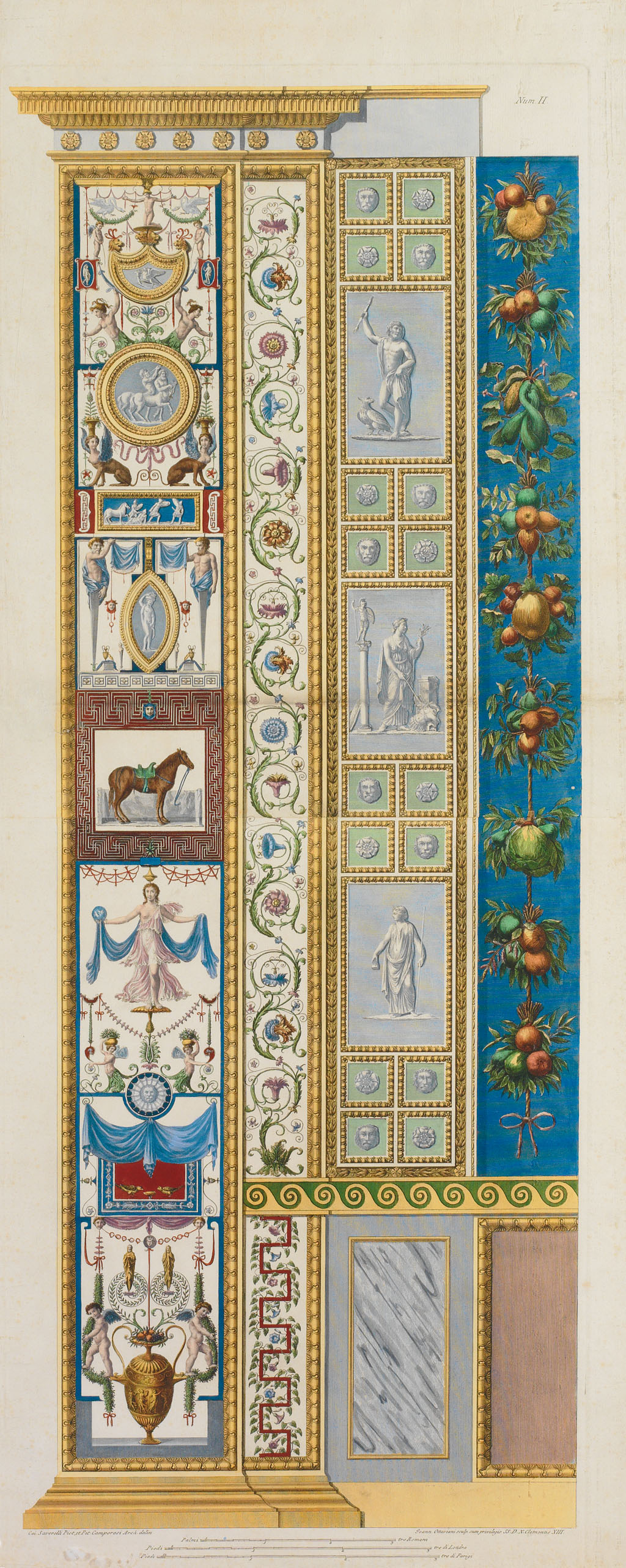
Décoration dans les loggias du Vatican.

D'autres artistes italiens utilisent les grotesques et souvent se spécialisent dans la réalisation de ces motifs :
- Bernardo Buontalenti dans la Grotta et la Grotticina della Madama (1583) au jardin de Boboli du palais Pitti des Médicis, à Florence
- Giovanni da Udine et Jules Romain à la Villa Madame, Rome (env. 1520-1525)
- Perino del Vaga au château Saint-Ange, Rome (1540-1545)
- Marco Marchetti au Palazzo Vecchio, Florence (1556-1557)
- Cesare Baglioni pour les fresques murales de la forteresse de Torrechiara, province de Parme (seicento)

À l'époque maniériste, l'art des grotesques se diffuse très largement et, après le milieu du XVIe siècle, commence à se dégager de la référence à l'antique. Le corridor oriental de la galerie des Offices, à Florence, est ainsi peint de grotesques à la fin du siècle sur une surface de 800 m2, sans cohérence iconographique autres qu'un naturalisme encyclopédique.
Ces décors sont diffusés par des estampes dans toute l'Europe, notamment en France par Domenico del Barbiere (env. 1566) et Jacques Androuet du Cerceau (1566). 
La Contre-Réforme s'oppose à ces décorations étranges qui, pour le cardinal Paleotti dans son Discorso interno alle immagini sacre e profane paru à Bologne en 1582, véhiculent des figurations menteuses et vicieuses.
Les grotesques subsistent dans les pratiques décoratives du XVIIe siècle, mais en se limitant à la reproduction de stéréotypes, même si, en France, une variante mise au point par Jean Bérain se diffuse largement dans l'art de la faïence.
À partir de la fin du XVIIe siècle et durant le XVIIIe siècle, le mot « arabesque » a été beaucoup utilisé pour nommer les grotesques modernes, bien que les motifs de l'art islamique sont bien différents et s'opposent à la représentation naturaliste des éléments et de la figure humaine.

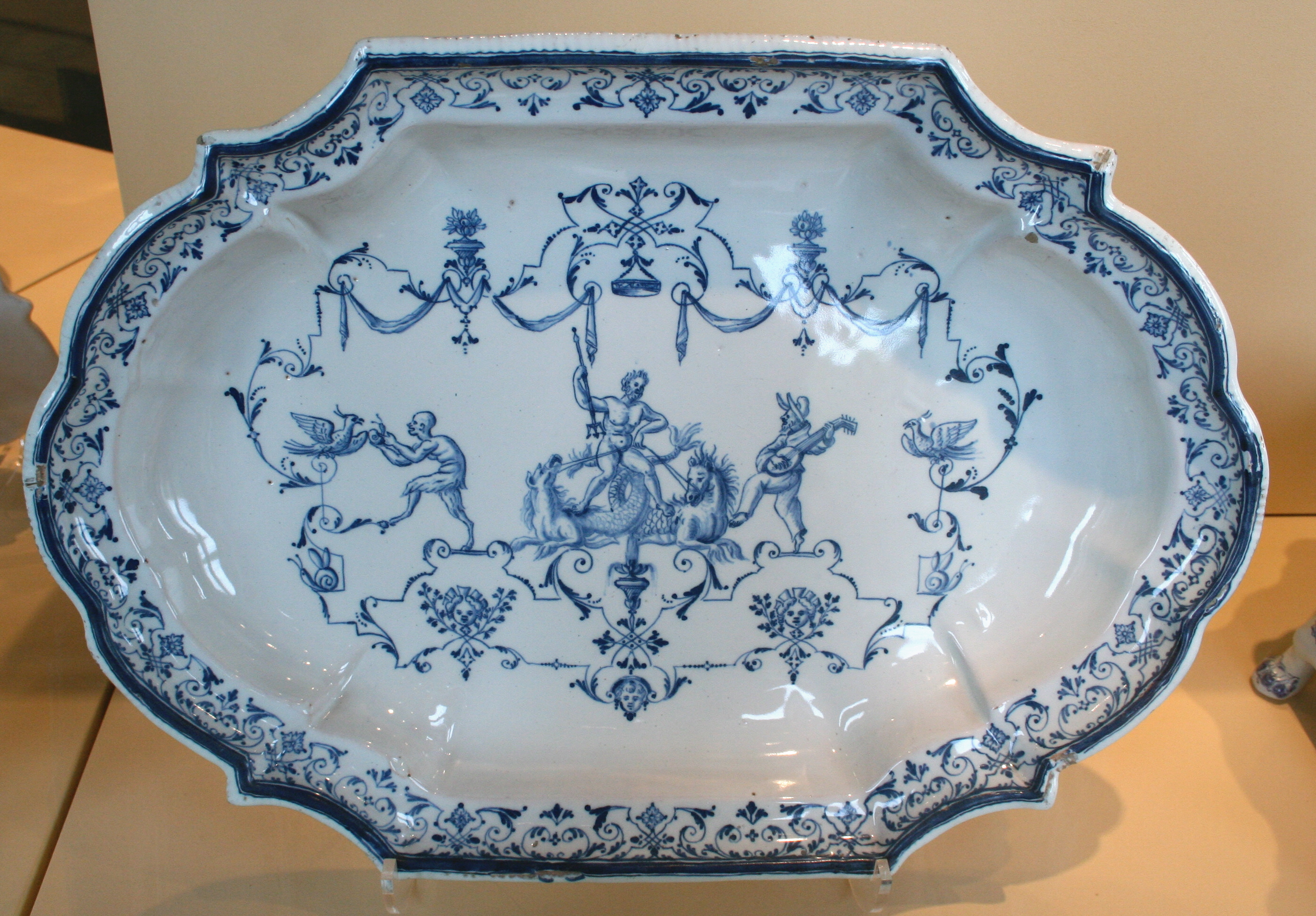
Faïence de Moustiers avec décor « à la Berain ».

## Caractéristiques
L'historien de l'art André Chastel définit les grotesques comme « un monde vertical entièrement défini par le jeu graphique, sans épaisseur ni poids, mélange de rigueur et d'inconsistance qui fait penser au rêve ». Le mouvement de formes mi-végétales, mi-animales entraîne « un double sentiment de libération, à l'égard de l'étendue concrète, où règne la pesanteur, et à l'égard de l'ordre du monde, qui gouverne la distinction des êtres ».
L'art des grotesques s'oppose ainsi au mode de représentation défini par Alberti, fondé sur l'utilisation de la perspective et la mise en scène d'une « histoire » (istoria). Au lieu de prendre appui sur le regard central d'un spectateur unique, la composition encourage le regard à passer librement de scène en scène. 

### Un art courtisan
L'art des grotesques relève d'une préciosité maniériste, qui malgré le goût pour les figures monstrueuses exclut toute représentation insolente ou subversive : il s'agit d'un art de cour pour orner les palais princiers.
Ce style de représentation de petits démons, têtes de faunes et corps de  nymphes stylisées, entourées de dorures et d'arabesques fines, est propice au raffinement des sens.
Sans autre prétention, c'est d'ailleurs tout ce que l'on demandait à ces petites décorations situées entre les stalactites des grottes dans lesquelles les courtisans venaient chercher ombrage et rafraîchissement après une promenade dans les allées du jardin les étés toscans ; à moins que les grottes reliées les unes aux autres ne donnent l'opportunité, à proprement parler, de courtiser et approfondir les rencontres.

### Le langage des grotesques

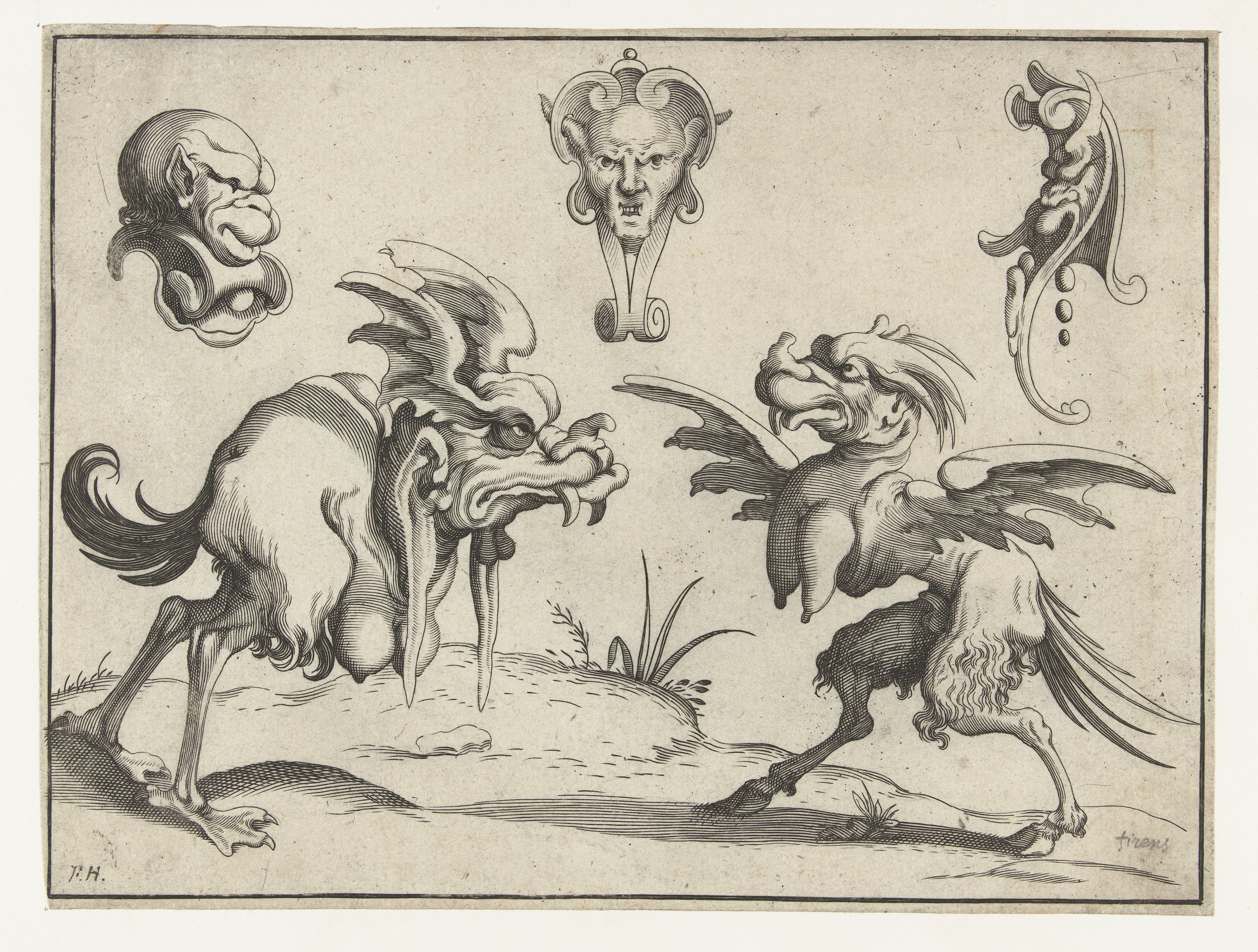
Monstres et grotesques, par Arent van Bolten.

Avant 1515, les motifs sont le plus souvent disposés sous forme de candélabres, dans des compositions symétriques. Des figures hybrides ou monstrueuses s'enchaînent, parfois en encadrant un tableau mais sans lien particulier avec celui-ci. À partir de Giovanni de Udine, les motifs repris de l'antique se multiplient, les figures humaines de plus en plus nombreuses évoluent sous des treilles ou des pergolas, dans des compositions plus aérées sur un fond blanc.
Le langage des grotesques inclut des figures humaines, animales, végétales ou hybrides entre ces différentes catégories. Des objets, tels que des armes ou des masques, peuvent y être mêlés, ainsi que des scènes historiées et des paysages.

### Décoration murale
Cette forme d'art, conservant ses caractéristiques premières, servit également pour décorer les plafonds et parties de mur dans lesquelles de grandes peintures ne pouvaient être déployées : ainsi pour les plafonds des escaliers et du cortile de Michelozzo du Palazzo Vecchio, parsemés de figures répondant au style grotto art.